# Epidendrum spathulipetalum
Epidendrum spathulipetalum là một loài thực vật có hoa trong họ Lan. Loài này được Hágsater & Dressler mô tả khoa học đầu tiên năm 2001.